# Función escalón de Heaviside
La función escalón de Heaviside, también llamada función escalón unitario o de causalidad a la derecha del cero, debe su nombre al matemático inglés Oliver Heaviside. Es una función discontinua cuyo valor es 0 para cualquier argumento negativo, y 1 para cualquier argumento positivo, incluido el cero:
{\displaystyle {\begin{aligned}u:\mathbb {R} &\to \{0,1\}\\x&\mapsto u(x)\end{aligned}}}
que se define de esta forma:
{\displaystyle u(x)={\begin{cases}0&\mathrm {si} &x<0\\1&\mathrm {si} &x\geq 0\end{cases}}}
En ocasiones esta función suele denotarse por {\displaystyle H(x)}.

## Aplicaciones
Esta función tiene aplicaciones en ingeniería de control y procesamiento de señales, representando una señal que se enciende en un tiempo específico, y se queda encendida indefinidamente.

## Definiciones alternativas

función escalón considerando.

Existen varias maneras diferentes de definir la función de Heaviside, no todas ellas equivalentes. Las diferentes definiciones no equivalentes difieren solo en el valor {\displaystyle H(0)}, que es convencional. La mayoría de autores lo definen como {\displaystyle H(0)=1}, otros {\displaystyle H(0)=0}. Algunos que lo definen como {\displaystyle H(0)=1/2}, ya que maximiza la simetría de la función, y permite una representación de la misma a través de la función signo:
{\displaystyle H(x)={\begin{cases}0,&x<0\\{\frac {1}{2}},&x=0\\1,&x>0\end{cases}}}
{\displaystyle H(x)={\frac {1}{2}}\left(1+\operatorname {sgn}(x)\right)}
Puede especificarse con un subíndice el valor que se va a usar para {\displaystyle H(0)}, de la siguiente forma:
{\displaystyle H_{\alpha }(x)={\begin{cases}0,&x<0\\\alpha ,&x=0\\1,&x>0\end{cases}},\qquad \alpha \in \left\{0,{\frac {1}{2}},1\right\}}
Una forma de representar esta función es a través de la integral
{\displaystyle H(x)=\lim _{\epsilon \to 0}-{1 \over 2\pi i}\int _{-\infty }^{\infty }{1 \over \tau +i\epsilon }e^{-ix\tau }{\text{d}}\tau }
- Definición como límite de otras funciones.

{\displaystyle H(x)=\lim _{n\to \infty }{\frac {1}{e^{-nx}+1}},\qquad H(x)=\lim _{t\to 0}\left({\frac {1}{2}}+{\frac {1}{\pi }}\arctan {\frac {x}{t}}\right)}
{\displaystyle H(x)=\lim _{n\to \infty }{\frac {1+\tanh(nx)}{2}}}

## Aproximaciones analíticas
Para una aproximación mediante una función continuamente diferenciable a la función escalón, se puede usar la función logística
{\displaystyle H(x)\approx {\frac {1}{2}}+{\frac {1}{2}}\tanh(kx)={\frac {1}{1+\mathrm {e} ^{-2kx}}},}
donde una {\displaystyle k} más grande corresponde a una transición más afilada en {\displaystyle x=0}. Si tomamos {\displaystyle H(0)=1/2}, la igualdad se establece en el límite:
{\displaystyle H(x)=\lim _{k\rightarrow \infty }{\frac {1}{2}}(1+\tanh kx)=\lim _{k\rightarrow \infty }{\frac {1}{1+\mathrm {e} ^{-2kx}}}.}
Existen algunas otras aproximaciones analíticas suaves para la función escalón.  Entre las posibilidades están:
{\displaystyle H(x)=\lim _{k\rightarrow \infty }\left({\frac {1}{2}}+{\frac {1}{\pi }}\arctan(kx)\right)}
{\displaystyle H(x)=\lim _{k\rightarrow \infty }\left({\frac {1}{2}}+{\frac {1}{2}}\operatorname {erf} (kx)\right).}
{\displaystyle H(x)={\begin{cases}{\frac {|x|+x}{2x}},&x\neq 0\\{\frac {1}{2}},&x=0\end{cases}}}
Estos límites se mantienen para todo punto así como en el sentido de distribuciones.  En general, sin embargo, la convergencia para todo punto no necesariamente implica convergencia para la distribución, y viceversa, la convergencia para la distribución no necesariamente implica convergencia para todo punto.
en general, cualquier función de distribución acumulativa (c.d.f) de una distribución de probabilidad continua que es muestreada alrededor de cero y tiene un parámetro que controla la varianza puede servir como una aproximación en el límite conforme la varianza se aproxima a cero. Por ejemplo, los tres ejemplos anteriores son funciones de distribución acumulativa de distribuciones de probabilidad común: distribución logística, de Cauchy y normal, respectivamente.

## Propiedades
- Cambio de signo del argumento.

{\displaystyle H(-x)=1-H(x)\,}
- La derivada en el sentido de las distribuciones es la delta de Dirac.

{\displaystyle H'(x-a)=\delta (x-a)\,}
- Transformada de Laplace.

{\displaystyle {\mathcal {L}}\{H(x-a)\}(s)={\frac {e^{-as}}{s}}}
- La función primitiva es la función rampa:

{\displaystyle \int _{-\infty }^{x}H(t-a){\text{d}}t={\mbox{ramp}}(x-a)\,}
- Es la integral de la función delta de Dirac.

{\displaystyle H(x-a)=\int _{-\infty }^{x}{\delta (t-a)}{\text{d}}t}

## Escalón de tiempo discreto
Se trata de la sucesión entera u : Z → {0, 1} definida por
{\displaystyle u_{n}={\begin{cases}0&{\textrm {si}}\ n<0\\1&{\textrm {si}}\ n\geq 0\end{cases}}}
La función escalón se emplea con frecuencia en procesamiento de señales, para describir el comportamiento de sistemas lineales e invariantes en el tiempo.
La respuesta al escalón sn se define como la salida de un sistema excitado por un escalón {\displaystyle u_{n}}. Puede demostrarse que la respuesta impulsiva {\displaystyle h_{n}} del sistema LTI se calcula a partir de la respuesta al escalón, denotada por {\displaystyle s_{n}}, de la siguiente manera
{\displaystyle h_{n}=s_{n}-s_{n-1}.}